# Poll of Polls de HMV

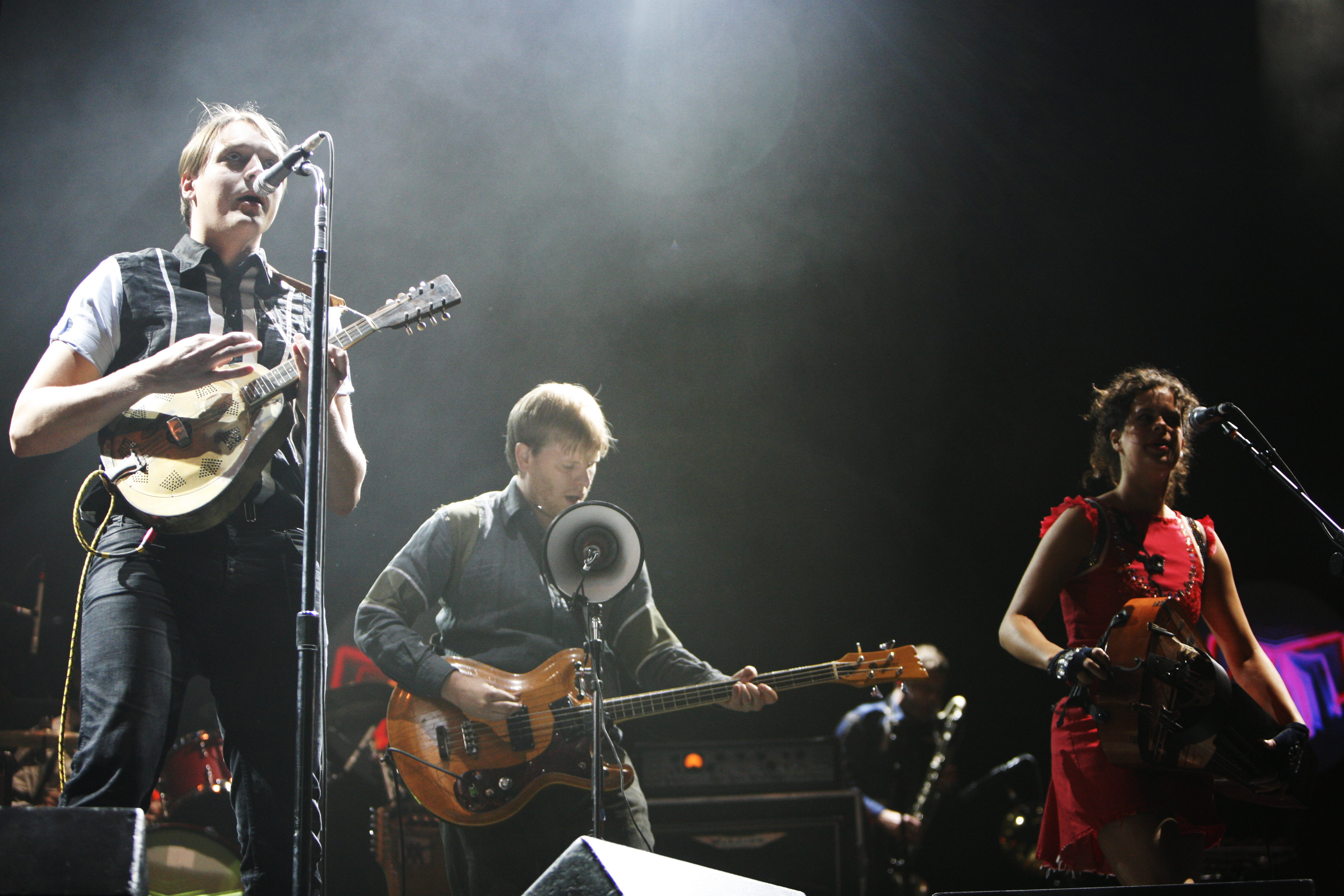
La banda canadiense Arcade Fire es el único grupo que ha encabezado la lista de encuestas más de una vez.

La Poll of Polls (literalmente en español: Encuesta de encuestas) de HMV fue una lista anual de álbumes compilada por el minorista británico de música HMV entre 1998 y 2012. La lista se creaba cada diciembre al recopilar encuestas de fin de año de aproximadamente 30 revistas de música, periódicos y guías para determinar los álbumes más aclamados por la crítica durante el año. La posición de un álbum en la lista se determinaba por el número de encuestas diferentes en las que aparecía. En caso de que dos discos figuraran en la misma cantidad de encuestas, se otorgaba la posición más alta al álbum con las ubicaciones combinadas más altas en dichas listas. En 2011, Let England Shake de PJ Harvey fue nombrado el mejor álbum del año tras recibir 21 nominaciones. Al año siguiente, Channel Orange de Frank Ocean encabezó la lista con 22 nominaciones.
HMV introdujo la Poll of Polls en 1998, con Hello Nasty del grupo de hip hop estadounidense Beastie Boys a la cabeza de la primera lista. A partir de entonces, la encuesta se agregó utilizando listas de más de 60 fuentes, incluidas revistas como NME y Q, periódicos como The Guardian y el Daily Mirror, y blogs de música como Gorilla vs. Bear y Stereogum. Encuestas posteriores fueron lideradas por artistas como Daft Punk, Queens of the Stone Age y Kanye West. El único acto que encabezó la lista más de una vez fue la banda canadiense Arcade Fire, que ocupó el primer lugar tanto en 2005 con Funeral como en 2010 con The Suburbs.
Los comentaristas observaron una disparidad entre los álbumes que ocupaban los primeros lugares en la Poll of Polls y aquellos que eran los más vendidos del año. Al hablar sobre la lista de 2008, el cantautor Christopher Rees señaló que «cuando los discos son tan populares en las listas comerciales, pierden el favor de los críticos. Cuanto más peculiar es el sonido, más 'cool' se vuelve para ellos». De manera similar, Jonathan Owen de The Independent contrastó los álbumes destacados en la Poll of Polls de 2011 con los más vendidos ese año en el Reino Unido. Aunque Let England Shake de PJ Harvey encabezó la lista de HMV, Owen comentó que «difícilmente alguien estaría de acuerdo», ya que el álbum de Harvey había vendido, en ese momento, solo 130 000 copias, en comparación con los 3.5 millones de copias de 21 de Adele, el álbum más vendido del año.
Los álbumes lanzados a través de compañías discográficas independientes (indie) a menudo tuvieron un buen desempeño en la encuesta. En una discusión sobre la lista de 2008, John Rostron de The Point en Cardiff señaló que había «observado un aumento en la calidad de la música independiente y de las bandas firmadas por pequeños sellos discográficos». Al año siguiente, ocho de los diez álbumes mejor posicionados habían sido lanzados por sellos independientes, lo que HMV destacó como una muestra del «actual vigor de la música indie y de la vitalidad general de la escena musical». Tres años después, 34 de los 50 álbumes de la lista fueron publicados por sellos independientes, con seis de ellos ubicándose entre los diez mejores. En 2009, John Hirst, gerente de Rock & Pop de HMV, declaró que era «alentador ver que los sellos independientes tienen tanto éxito», y añadió que esto reflejaba «el vibrante estado de la [música] en este momento».

## Álbumes número uno
| Año  | Artista                 | Álbum                       | Cinco mejores álbumes | Ref.   |
| ---- | ----------------------- | --------------------------- | --- | ------ |

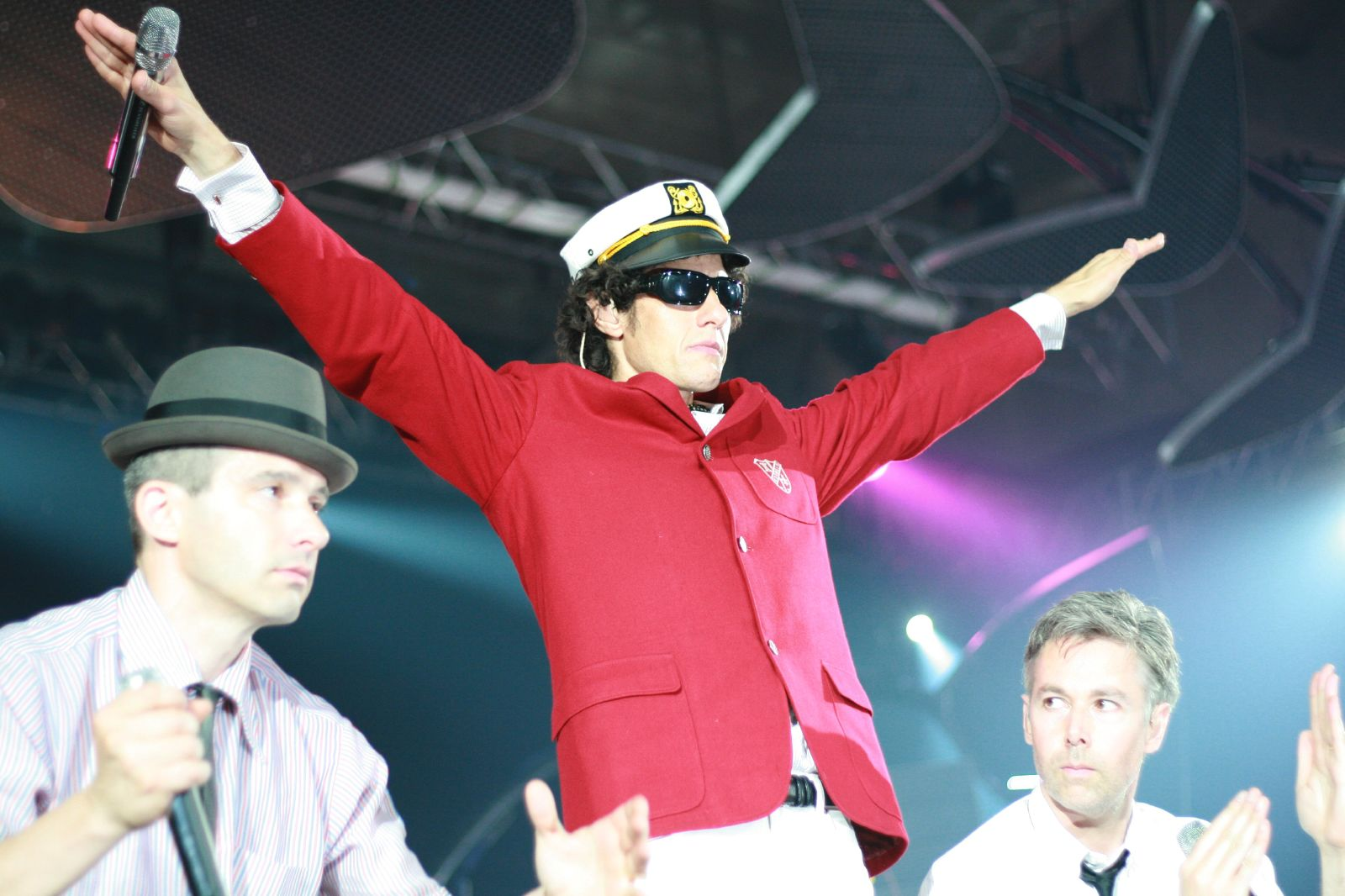
El grupo estadounidensede de hip hop Beastie Boys fueron los ganadores inaugurales de la Encuesta de Encuestas de HMV en 1998.

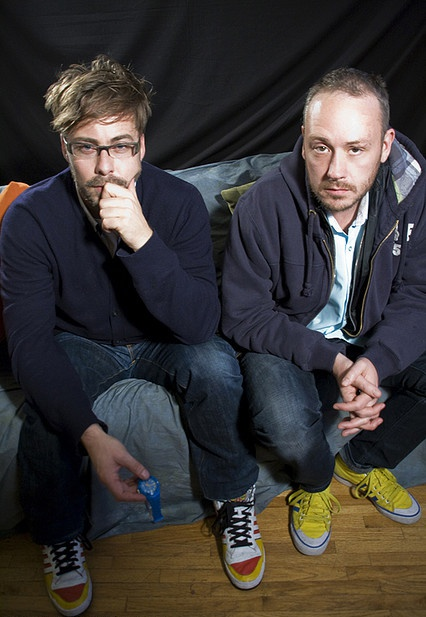
El dúo británico Basement Jaxx encabezó la encuesta en 1999 con Remedy, y quedaron terceros con Rooty en 2001.

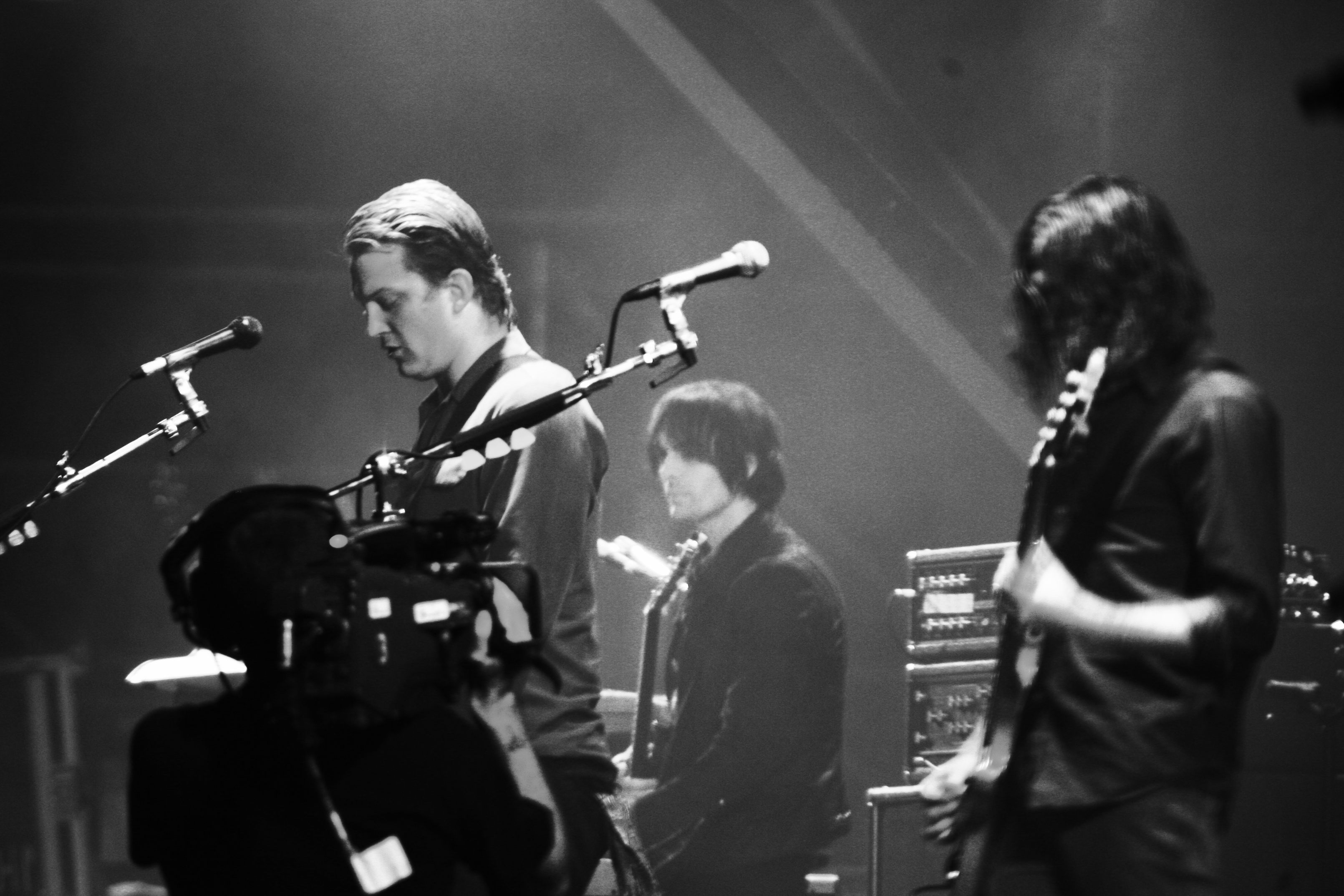
Queens of the Stone Age fueron número uno en 2002 con Songs for the Deaf, y número cinco en 2000 con Rated R.

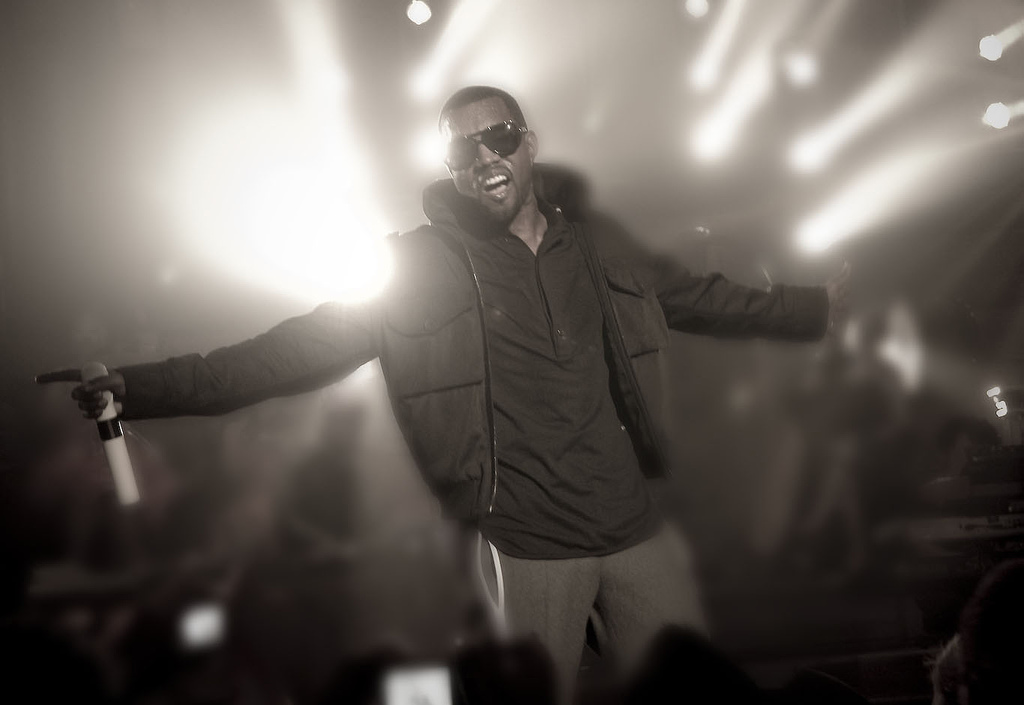
El artista de hip-hop estadounidense Kanye West encabezó la lista Poll of Polls con su álbum de debut de 2004 The College Dropout, y quedó tercero con Late Registration en 2005.

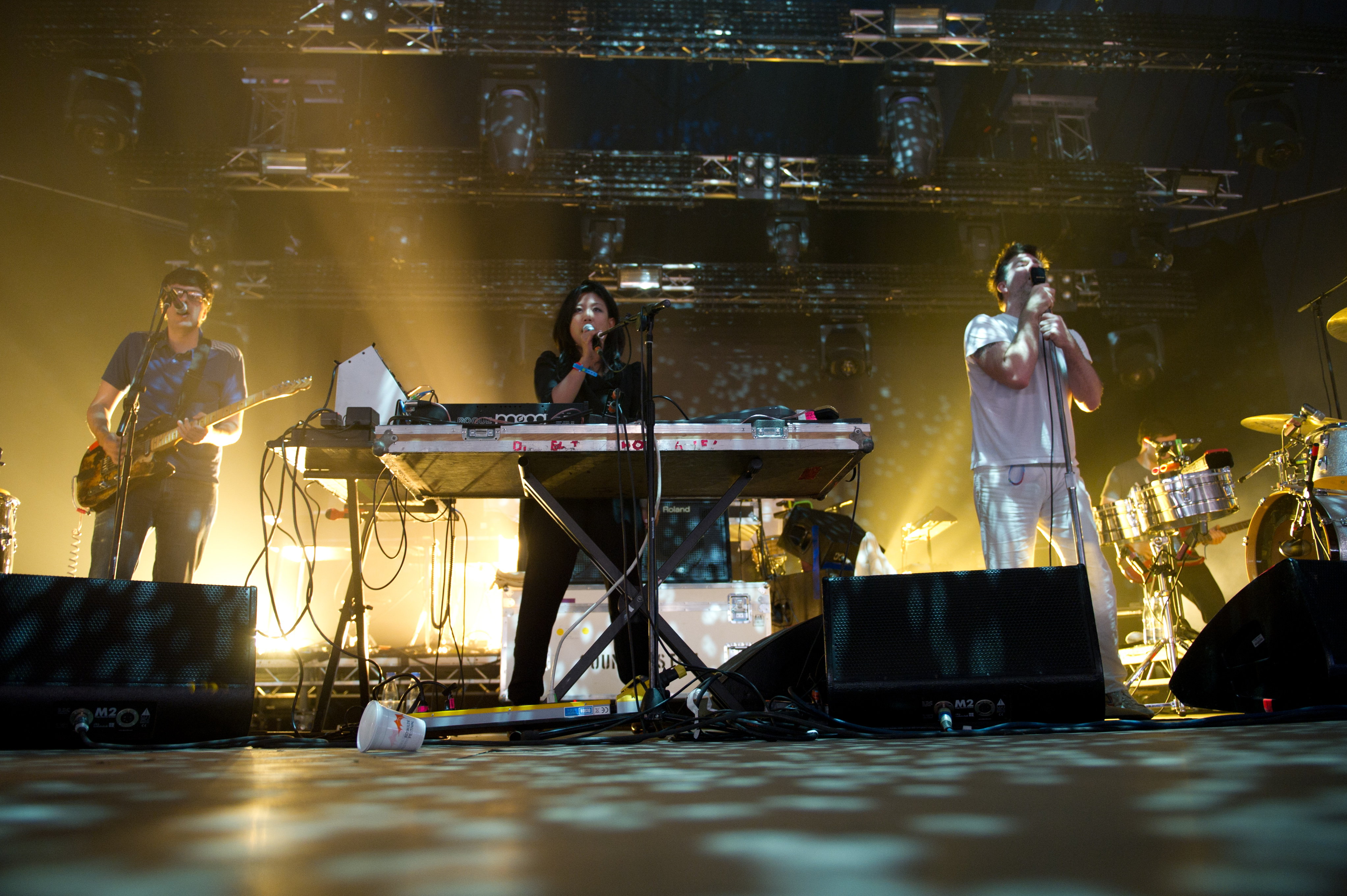
La banda estadounidense LCD Soundsystem fue número uno en la lista con Sound of Silver en 2007, y número tres en 2010 con This is Happening.

| 1998 | Beastie Boys            | Hello Nasty                 | - 2do: Air – Moon Safari - 3ro: Massive Attack – Mezzanine - 4to: Gomez – Bring It On - 5to: Lauryn Hill – The Miseducation of Lauryn Hill                                                                 | [ 5 ]  |
| 1999 | Basement Jaxx           | Remedy                      | - 2do: The Chemical Brothers – Surrender - 2ro: Death in Vegas – The Contino Sessions - 4to: The Beta Band – The Beta Band - 5to: Missy Elliott – Da Real World                                            | [ 11 ] |
| 2000 | Eminem                  | The Marshall Mathers LP     | - 2do: Radiohead – Kid A - 2ro: Badly Drawn Boy – The Hour of Bewilderbeast - 4to: Kelis – Kaleidoscope - 5to: Queens of the Stone Age – Rated R                                                           | [ 12 ] |
| 2001 | Daft Punk               | Discovery                   | - 2do: The Avalanches – Since I Left You - 2ro: Basement Jaxx – Rooty - 4to: Radiohead – Amnesiac - 5to: Röyksopp – Melody A.M.                                                                            | [ 13 ] |
| 2002 | Queens of the Stone Age | Songs for the Deaf          | - 2do: The Streets – Original Pirate Material - 2ro: The Flaming Lips – Yoshimi Battles the Pink Robots - 4to: Ms. Dynamite – A Little Deeper - 5to: 2 Many DJs/Soulwax – 2 Many DJs                       | [ 14 ] |
| 2003 | Outkast                 | Speakerboxxx/The Love Below | - 2do: Dizzee Rascal – Boy in da Corner - 2ro: The Mars Volta – De-Loused in the Comatorium - 4to: The White Stripes – Elephant - 5to: The Darkness – Permission to Land                                   | [ 15 ] |
| 2004 | Kanye West              | The College Dropout         | - 2do: Scissor Sisters – Scissor Sisters - 2ro: Franz Ferdinand – Franz Ferdinand - 4to: The Streets – A Grand Don't Come for Free - 5to: Nick Cave and the Bad Seeds – Abattoir Blues/The Lyre of Orpheus | [ 16 ] |
| 2005 | Arcade Fire             | Funeral                     | - 2do: Gorillaz – Demon Days - 2ro: Kanye West – Late Registration - 4to: Sufjan Stevens – Illinoise - 5to: Elbow – Leaders of the Free World                                                              | [ 17 ] |
| 2006 | Joanna Newsom           | Ys                          | - 2do: Hot Chip – The Warning - 2ro: Mastodon – Blood Mountain - 4to: Lily Allen – Alright, Still - 5to: Arctic Monkeys – Whatever People Say I Am, That's What I'm Not                                    | [ 18 ] |
| 2007 | LCD Soundsystem         | Sound of Silver             | - 2do: M.I.A. – Kala - 2ro: Radiohead – In Rainbows - 4to: Klaxons – Myths of the Near Future - 5to: Battles – Mirrored                                                                                    | [ 19 ] |
| 2008 | Elbow                   | The Seldom Seen Kid         | - 2do: Portishead – Third - 2ro: Nick Cave and the Bad Seeds – Dig, Lazarus, Dig!!! - 4to: Fleet Foxes – Fleet Foxes - 5to: Vampire Weekend – Vampire Weekend                                              | [ 20 ] |
| 2009 | Animal Collective       | Merriweather Post Pavilion  | - 2do: Yeah Yeah Yeahs – It's Blitz! - 2ro: The xx – xx - 4to: Dirty Projectors – Bitte Orca - 5to: Grizzly Bear – Veckatimest                                                                             | [ 2 ]  |
| 2010 | Arcade Fire             | The Suburbs                 | - 2do: The National – High Violet - 2ro: LCD Soundsystem – This is Happening - 4to: Beach House – Teen Dream - 5to: Janelle Monáe – The ArchAndroid                                                        | [ 21 ] |
| 2011 | PJ Harvey               | Let England Shake           | - 2do: Bon Iver – Bon Iver - 2ro: Fleet Foxes – Helplessness Blues - 4to: Radiohead – The King of Limbs - 5to: Tune-Yards – Whokill                                                                        | [ 22 ] |
| 2012 | Frank Ocean             | Channel Orange              | - 2do: Jack White – Blunderbuss - 2ro: Tame Impala – Lonerism - 4to: Grimes – Visions - 5to: Grizzly Bear – Shields                                                                                        | [ 23 ] |